# سطح دریای آزاد

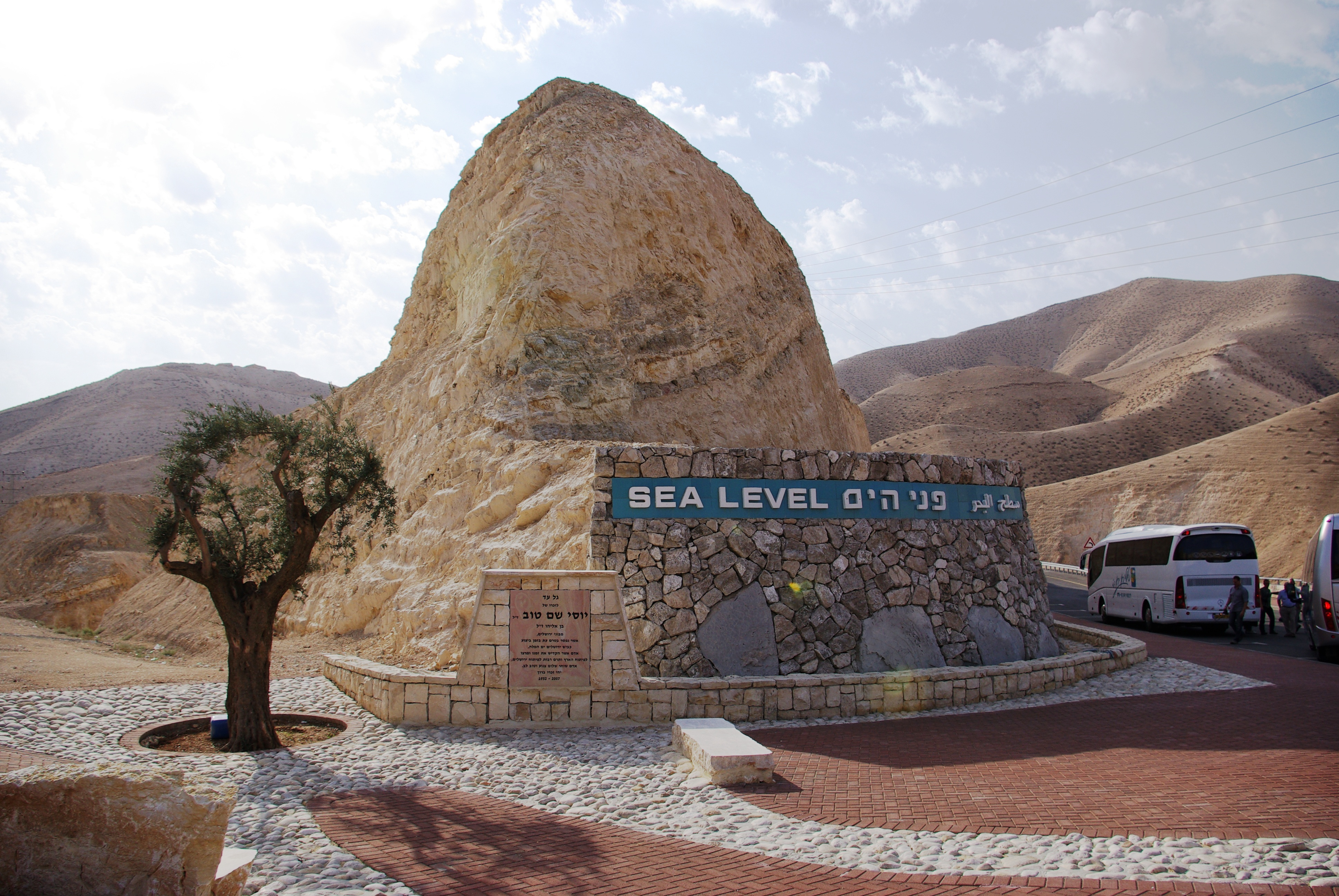
نشانگری واقع در نزدیکی اورشلیم که سطح دریای آزاد را مشخص می‌کند.

سطح متوسط دریای آزاد یا سطح متوسط آب‌های آزاد یا سطح دریا که به اختصار با حروف MSL نیز نمایش داده می‌شود، میانگین ارتفاع یک یا چند اقیانوس زمین است که از ارتفاع آن می‌توان ارتفاع‌های دیگر را اندازه‌گیری نمود. سطح آبهای آزاد نوعی مبنای ارتفاعی است. دلیل استفاده از میانگین در این تعریف این است که تأثیر بالا یا پایین آمدن سطح آب به دلیل جزر و مد از بین برود.

## کاربردها
به عنوان مثال در چارت دیتوم در کارتوگرافی و ناوبری دریایی، یا در هوانوردی به عنوان سطح استاندارد آب‌های آزاد که در آن فشار اتمسفر اندازه‌گیری و در نتیجه ارتفاع هواپیما مشخص می‌شود، کاربرد دارد.

## علت کاربرد
از خواص مایعاتی مثل آب این است که وقتی در ظرفی گسترده ریخته شود به دلیل وجود جاذبه زمین ارتفاع تراز سطحی آب در تمام قسمت‌های آن ظرف برابر است؛ از آنجا که دریاهای آزاد به هم مرتبط هستند، سطح آب در آنها همواره ارتفاع ثابتی دارد (البته در قرن بیستم به دلیل گرمایش جهانی این ارتفاع تغییر کرده‌است). ازاین‌رو ارتفاع شهرها، کوه‌ها و هواپیماها بر اساس متر از سطح آب‌های آزاد بیان می‌شود.